# ایگور بولدین
ایگور بولدین (انگلیسی: Igor Boldin؛ زادهٔ ۲ فوریهٔ ۱۹۶۴) بازیکن هاکی روی یخ اهل اتحاد جماهیر شوروی سوسیالیستی بود.